# ФК БАТЭ в сезоне 1998
Сезон 1998 — 3-й в новой истории ФК «БАТЭ» и дебютный сезон в Высшей лиге чемпионата Белоруссии по футболу, в котором клуб завоевал серебряные медали. В розыгрыше Кубка Белоруссии по футболу 1997—1998 команда дошла до 1/4 финала. В розыгрыше Кубка Белоруссии по футболу 1998/1999 команда вышла в 1/4 финала, которая прошла весной 1999 года.

## Высшая лига
См. также: Чемпионат Белоруссии по футболу 1998

### Первый круг
| Тур | Дата      | Матч                             | Счёт  |
| --- | --------- | -------------------------------- | ----- |
| 1   | 12 апреля | Молодечно — БАТЭ                 | 1 : 2 |
| 2   | 18 апреля | Коммунальник (Слоним) — БАТЭ     | 1 : 3 |
| 3   | 25 апреля | БАТЭ — Нафтан-Девон (Новополоцк) | 2 : 1 |
| 4   | 4 мая     | Динамо (Минск) — БАТЭ            | 2 : 0 |
| 5   | 9 мая     | БАТЭ — Неман (Гродно)            | 3 : 0 |
| 6   | 18 мая    | Славия (Мозырь) — БАТЭ           | 2 : 2 |
| 7   | 22 мая    | БАТЭ — Гомель                    | 1 : 1 |
| 8   | 30 мая    | Динамо-93 (Минск) — БАТЭ         | 1 : 1 |
| 9   | 3 июня    | БАТЭ — Торпедо (Минск)           | 0 : 1 |
| 10  | 10 июня   | Торпедо-Кадино (Могилев) — БАТЭ  | 3 : 1 |
| 11  | 14 июня   | БАТЭ — Белшина (Бобруйск)        | 1 : 0 |
| 12  | 18 июня   | БАТЭ — Динамо (Брест)            | 6 : 0 |
| 13  | 25 июня   | Шахтер (Солигорск) — БАТЭ        | 3 : 5 |
| 14  | 1 июля    | БАТЭ — Локомотив-96 (Витебск)    | 1 : 3 |
| 15  | 8 июля    | Днепр-Трансмаш (Могилев) — БАТЭ  | 1 : 0 |

### Второй круг
| Тур | Дата        | Матч                             | Счёт  |
| --- | ----------- | -------------------------------- | ----- |
| 16  | 25 июля     | БАТЭ — Молодечно                 | 3 : 0 |
| 17  | 1 августа   | БАТЭ — Коммунальник (Слоним)     | 1 : 0 |
| 18  | 8 августа   | Нафтан-Девон (Новополоцк) — БАТЭ | 0 : 1 |
| 19  | 15 августа  | БАТЭ — Динамо (Минск)            | 3 : 0 |
| 20  | 21 августа  | Неман (Гродно) — БАТЭ            | 1 : 2 |
| 21  | 25 августа  | Гомель — БАТЭ                    | 0 : 0 |
| 22  | 29 августа  | БАТЭ — Славия (Мозырь)           | 2 : 0 |
| 23  | 13 сентября | Торпедо (Минск) — БАТЭ           | 0 : 1 |
| 24  | 19 сентября | БАТЭ — Торпедо-Кадино (Могилев)  | 4 : 1 |
| 25  | 27 сентября | Белшина (Бобруйск) — БАТЭ        | 4 : 0 |
| 26  | 4 октября   | Торпедо (Минск) — БАТЭ           | 0 : 3 |
| 27  | 17 октября  | БАТЭ — Шахтер (Солигорск)        | 2 : 0 |
| 28  | 24 октября  | Локомотив-96 (Витебск) — БАТЭ    | 0 : 0 |
| 29  | 31 октября  | БАТЭ — Днепр-Трансмаш (Могилев)  | 1 : 0 |

### Турнирная таблица
Положение по итогам 8-го чемпионата Белоруссии. Высшая лига (Д1)

## Кубок Белоруссии

### Кубок Белоруссии по футболу 1997—1998
| Стадия | Соперник               | Стадион | Стадион           | Счёт | Авторы голов | Зрители |
| ------ | ---------------------- | ------- | ----------------- | ---- | ------------ | ------- |
| 1/4    | Локомотив-96 (Витебск) | Г       | «Динамо», Витебск | 0:2  |              | 4.500   |

### Кубок Белоруссии по футболу 1998—1999
| Стадия | Соперник              | Стадион | Стадион                  | Счёт | Авторы голов                                                                                     | Зрители |
| ------ | --------------------- | ------- | ------------------------ | ---- | ------------------------------------------------------------------------------------------------ | ------- |
| 1/16   | Ведрич-97 (Речица)    | Г       | ОАО «Речицадрев», Речица | 9:0  | Кутузов 15′, 28′, 57′ (пен.) · Савостиков 18′ · Акулич 31′, 86′ · Невинский 48′ · Лагун 60′, 63′ | 500     |
| 1/8    | Звезда-ВА-БГУ (Минск) | Д       | Городской, Борисов       | 7:1  | Кутузов 17′ · Сергель 20′, 25′, 40′ (пен.), 60′ · Лагун 70′ · Гончарик 88′                       | 3.500   |